# Cum Multa
Cum Multa sobre la situació a Espanya és una encíclica promulgada pel Papa Lleó XIII el 8 de desembre de 1882, i dirigida als arquebisbes, bisbes i d'altres dignataris espanyols.

## Context polític
El 1880 s'inicià a Espanya la restauració del regnat dels Borbons mitjançant el rei Alfons XII, que estableix una nova constitució i que nega l'accés al poder als carlins, als republicans i als reaccionaris. Al costat del rei es trobava el seu mentor, Antonio Cánovas del Castillo, qui fundà el Partit Conservador, que alternaria el poder amb el Partit Liberal.

## L'encíclica
A causa del temor de l'església espanyola de quedar esclafada entre les parts, Lleó XIII es dirigí amb aquesta encíclica als espanyols: al seu discurs de benvinguda, elogia la nació espanyola com a guardiana lleial de la fe catòlica. La seva devoció a la Santa Seu i els testimonis repetits demostraven la valentia amb la qual Espanya defensava l'Església.
Però ara, afirma, mostrà signes de desacord, instant-se a la unitat de l'Església i critica la nova constitució, que busca la separació de l'Església i l'estat. Els conflictes polítics violents poden provocar incidents violents, i la resistència cristiana ha de consolidar la unitat de l'Església. Lleó XIII, com a Pontífex Romà, posa de relleu les tasques específiques que ha donat als bisbes com a representant de Déu i els exhorta a fer una exhortació de la fe cristiana a les seves diòcesis. En la seva expressió final, envia a tots els "germans consagrats a Déu" el missatge de l'Evangeli i els desitja el poder i la força per la defensa de la fe.